# Liste der Bodendenkmäler in Ungerhausen
Auf dieser Seite sind die Bodendenkmäler in der schwäbischen Gemeinde Ungerhausen zusammengestellt. Diese Tabelle ist eine Teilliste der Liste der Bodendenkmäler in Bayern. Grundlage ist die Bayerische Denkmalliste, die auf Basis des Bayerischen Denkmalschutzgesetzes vom 1. Oktober 1973 erstmals erstellt wurde und seither durch das Bayerische Landesamt für Denkmalpflege geführt wird. Die folgenden Angaben ersetzen nicht die rechtsverbindliche Auskunft der Denkmalschutzbehörde.

## Bodendenkmäler der Gemeinde Ungerhausen
| Lage                   | Objekt | Akten-Nr.     | Bild |
| ---------------------- | --- | ------------- | ---- |
| Ungerhausen (Standort) | Mittelalterliche und frühneuzeitliche Befunde im Bereich der Katholischen Pfarrkirche St. Johann Baptista in Ungerhausen und ihrer Vorgängerbauten. | D-7-7927-0028 |      |
| Ungerhausen (Standort) | Mittelalterliche und frühneuzeitliche Befunde im Bereich der Katholischen Kapelle St. Johannes bei Ungerhausen und ihrer Vorgängerbauten.           | D-7-7927-0029 |      |